# Municipio de Soconusco
El municipio de Soconusco es uno de los 212 municipios del estado mexicano de Veracruz. Su cabecera es la localidad de Soconusco.

## Geografía
El municipio de Soconusco colinda al norte con los municipios de Soteapan y Chinameca; al este con el municipio de Jáltipan; al sur con los municipios de Texistepec y Oluta; y al oeste con el municipio de Acayucan.

## Localidades
El municipio de Soconusco cuenta con 79 localidades.
| Localidad                  | Población (2020) |
| -------------------------- | ---------------- |
| Soconusco                  | 6 317            |
| Colonia Lealtad            | 3 779            |
| Fraccionamiento Santa Cruz | 2 830            |

## Gobierno
| Presidente municipal           | Periodo   | Partido | Partido                              |
| ------------------------------ | --------- | ------- | ------------------------------------ |
| Juan Garduza Cruz              | 1955-1958 |         | Partido Revolucionario Institucional |
| José María Baruch Padua        | 1958-1961 |         | Partido Revolucionario Institucional |
| Tirso Hernández Azamar         | 1961-1964 |         | Partido Revolucionario Institucional |
| Silverio López Domínguez       | 1964-1967 |         | Partido Revolucionario Institucional |
| Santos Trinidad Vázquez        | 1967-1970 |         | Partido Revolucionario Institucional |
| Leonilo Nolasco Gabriel        | 1970-1973 |         | Partido Revolucionario Institucional |
| Odorico Rosas González         | 1973-1976 |         | Partido Revolucionario Institucional |
| Miguel Santos López            | 1976-1979 |         | Partido Revolucionario Institucional |
| Wenceslao Patricia Sinforoso   | 1979-1982 |         | Partido Revolucionario Institucional |
| Julio López Alor               | 1982-1985 |         | Partido Revolucionario Institucional |
| Benjamín Fabián González       | 1985-1988 |         | Partido Revolucionario Institucional |
| Rafael López Garduza           | 1988-1991 |         | Partido Revolucionario Institucional |
| Jorge Baruch Márquez           | 1992-1994 |         | Partido Revolucionario Institucional |
| Roberto Valentín Sinforoso     | 1995-1997 |         | Partido Revolucionario Institucional |
| Luis Méndez Tejeda             | 1998-2000 |         | Partido Revolucionario Institucional |
| Tomás Carmona Fonseca          | 2001-2004 |         | Partido Acción Nacional              |
| Roberto Valentín Sinforoso     | 2005-2007 |         | Partido Revolucionario Institucional |
| Cuauhtémoc Baruch Custodio     | 2008-2010 |         | Partido Revolucionario Institucional |
| Jorge Alberto Baruch Custodio  | 2011-2013 |         | Partido Acción Nacional              |
| José Francisco Baruch Custodio | 2014-2017 |         | Partido Acción Nacional              |
| Rolando Sinforoso Rosas        | 2018-2021 |         | Movimiento Ciudadano                 |
| Cuauhtémoc Baruch Custodio     | 2022-2025 |         | Movimiento Regeneración Nacional     |